# Acantholeria monstrosa
Acantholeria monstrosa är en tvåvingeart som beskrevs av Gorodkov 1966. Acantholeria monstrosa ingår i släktet Acantholeria och familjen myllflugor. Inga underarter finns listade i Catalogue of Life.